# Минеев, Валерий Павлович
Валерий Павлович Минеев (5 декабря 1936 — 16 апреля 2007) — советский и российский балалаечник, гитарист, педагог.

## Биография
Родился 5 декабря 1936 года на юге Восточной Сибири недалеко от Байкала. Игре на балалайке обучался у родственников и односельчан, затем в иркутском Доме пионеров. В 1954 поступил в Музыкальное училище им. Октябрьской революции (класс Б. А. Романова). Участвовал в записи музыки к большому числу советских и российских фильмов (как солист, так и в дуэте с Михаилом Рожковым, а также в составе ансамбля народных инструментов). Принимал участие в записи ряда музыкально-поэтических композиций Народного артиста России Алексея Покровского. В качестве аккомпанирующей гитары и балалайки не раз выступал в дуэте с Сергеем Ореховым. Активно вёл педагогическую и концертную деятельность. В расцвете творческой деятельности играл на балалайке работы мастера Налимова. В последние годы жизни Валерий Минеев предпочитал играть на балалайке работы мастера Зюзина. Сейчас эта балалайка находится у одного из его учеников. После смерти музыканта его балалайку работы мастера Налимова приобрёл Алексей Архиповский.

## Творчество
В фильмах-концертах Алексея Покровского
- 1983 — Любимые женщины
- 1983 — Басни И. А. Крылова и шуточные песни
- Стихи и романсы